# Oxysoma
Oxysoma es un género de arañas araneomorfas de la familia Anyphaenidae. Se encuentra en Sudamérica.

## Especies
Según The World Spider Catalog 12.0:
- Oxysoma itambezinho Ramírez, 2003
- Oxysoma longiventre (Nicolet, 1849)
- Oxysoma punctatum Nicolet, 1849
- Oxysoma saccatum (Tullgren, 1902)